# Кайс, Нэнси
Нэ́нси Луи́з Кайс (англ. Nancy Louise Kyes; 19 декабря 1949, Фолс-Черч, Виргиния, США) — американская актриса, костюмер и скульптор.

## Биография
Нэнси Луиз Кайс родилась 19 декабря 1949 года в Фолс-Черче (штат Вигриния, США). Нэнси окончила среднюю школу в Риверсайде (штат Калифорния) и обучалась театру в Северо-Западном университете в Эванстоне (штат Иллинойс).
В 1976—1992 года Нэнси сыграла в 9-ти фильмах и телесериалах, она наиболее известна по роли Энни Брэккетт в фильмах «Хэллоуин» (1978) и «Хэллоуин 2» (1981), а также по роли Линды Чэллис в фильме «Хэллоуин 3: Время ведьм» (1982). Дебютной работой Кайс в кино была роль Джули в фильма «Налёт на 13-е отделение полиции» (1976), в котором она также была костюмершом.
Работала скульптором.
В 1971—1976 года Нэнси была замужем за Стивеном Э. Лумисом.
Вторым мужем Нэнси был режиссёр Томми Ли Уоллес (род. 1949). У бывших супругов есть двое дочерей.

## Фильмография
актриса
| Год  |    | Русское название                | Оригинальное название              | Роль                     |
| ---- | -- | ------------------------------- | ---------------------------------- | ------------------------ |
| 1976 | ф  | Налёт на 13-е отделение полиции | Assault on Precinct 13             | Джули                    |
| 1978 | ф  | Морские цыгане                  | The Sea Gypsies                    | подруга                  |
| 1978 | ф  | Хэллоуин                        | Halloween                          | Энни Брэккетт            |
| 1980 | ф  | Туман                           | The Fog                            | Сэнди Фадель             |
| 1981 | ф  | Хэллоуин 2                      | Halloween II                       | Энни Брэккетт            |
| 1982 | ф  | Хэллоуин 3: Время ведьм         | Halloween III: Season of the Witch | Линда Чэллис             |
| 1982 | тф | Не в присутствии детей          | Not in Front of the Children       | репортёр                 |
| 1985 | с  | Сумеречная зона                 | The Twilight Zone                  | плохо одетая домохозяйка |
| 1992 | тф | Леди Босс                       | Lady Boss                          | врач                     |

костюмер
- 1976 — «Налёт на 13-е отделение полиции»/Assault on Precinct 13